# Frisbee

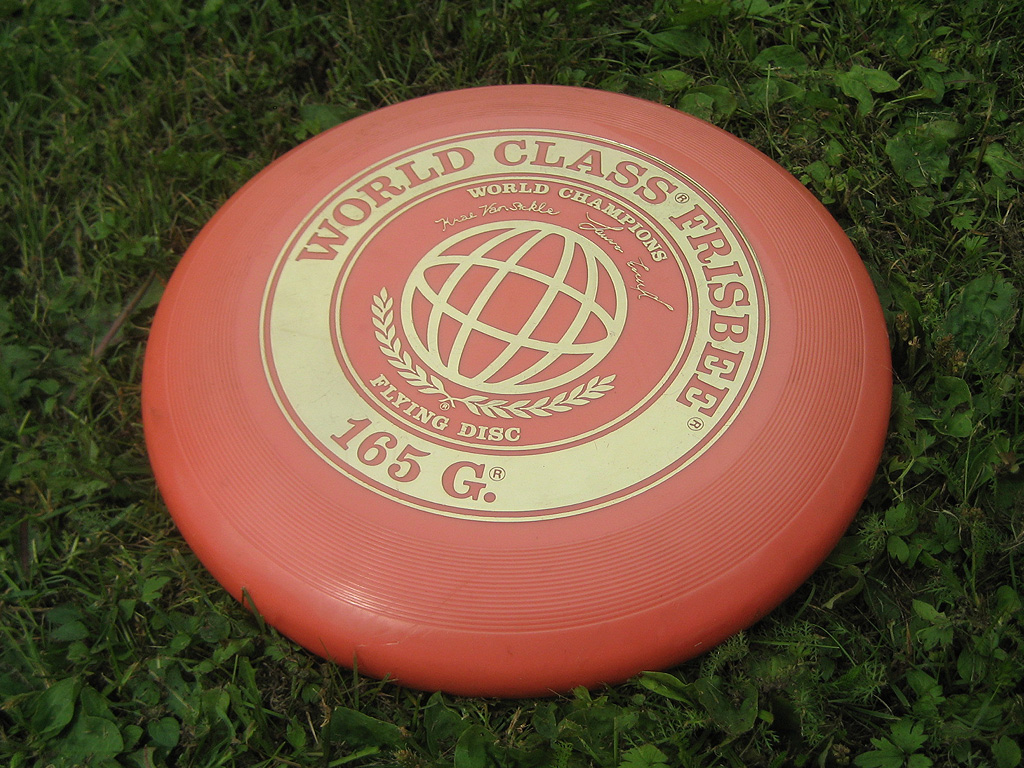
Un "frisbee", marca inregistrata Wham-O

Un frisbee (pronunțat "FRIZ-bi") este un disc zburător de 20-25 cm confecționat din plastic. Forma discului ii permite sa zboare generând forță portanta pe măsură ce se deplasează prin aer rotindu-se.
Termenul frisbee, este folosit în mod generic pentru a descrie la orice fel de disc zburător, însa este o marca înregistrata a companiei de jucării Wham-O. Cu toate ca folosirea termenului nu este încurajată de companie, utilizarea generalizata a termenului ca substantiv comun a pus marca în pericol.
Frisbeeul este aruncat și prins liber ca forma de recreație sau este parte integranta din diferite jocuri cu discul. Exista o gama larga de discuri disponibile în comerț. Cel mai comun este discul pentru ultimate, care cântărește 175 grame. Discurile pentru golf sunt în general mai mici însa mai dense, croite pentru anumite profiluri de zbor, pentru a creste sau scădea stabilitatea și distanta la care pot fi aruncate. Pentru jocurile cățeilor cu discul se folosesc discuri relativ mai lente, din materiale mai flexibile, pentru a rezista la mușcături și a nu răni animalul.

## Istorie
Walter Frederick Morrison și viitoarea lui soție, Lucile, se jucau cu capacele metalice de la o cutie de popcorn în timpul unei cine care a avut loc de Ziua Recunoștinței în 1937. Ei au început să vândă tăvi de tort pentru 25 de cenți, pe o plajă din California. În 1940 a inventat, alături de Warren Franscioni, un disc aerodinamic, care a primit denumirea de Flying Saucer (ro. „Farfurie zburătoare”).
În 1957, cofondatorul Wham-O, Richard Knerr, a decis să încerce să stimuleze vânzările de discuri zburătoare denumite pana atunci Pluto Platter, denumindu-le "Frisbee", după ce a aflat ca asa îl numiseră studenții din statul Connecticut, inspirați de Frisbie Pie Company, un producător de plăcinte din Bridgeport, CT.
Omul care a stat în spatele succesului fenomenal al frisbee-ului în Statele Unite a fost Ed Headrick, angajat la Wham-O în 1964 ca general manager și vicepreședinte responsabil de marketing. Headrick a îmbunătățit designul discului, refăcând marginea și partea superioara a discului el a creat un disc mai ușor de controlat și care putea fi aruncat cu precizie.
Vânzările au crescut rapid pentru aceasta jucărie, care a început sa fie promovata ca fiind un sport nou. In 1964, primul "model profesionist" a fost pus în vânzare, patentat de Headrick.